# زندان جوهر بهرو
زندان جوهر بهرو (مالایی: Penjara Johor Bahru) یا به عبارت دیگر زندان آیر مولک، یک زندان بود که مدتها قبل در شهر جوهر بهرو، ایالت جوهر، مالزی وجود داشت. این زندان که در نزد مردم محلی به زندان کوتا معروف بود، در سال ۱۸۸۳ افتتاح گردید تا بزهکاران ایالت و همچنین افرادی را که در برابر حکومت استعمار بریتانیا نافرمانی می‌کردند را در آن محبوس نمایند.
تا سال ۲۰۱۸، بخش‌هایی از زندان به عنوان مکان بازداشتگاه پلیس مورد استفاده قرار می‌گرفت. در حال حاضر مجموعه زندان به‌طور کامل تعطیل و فاقد بهره‌برداری می‌باشد.